# I Portali
I Portali es un complejo de rascacielos de Milán en Italia.

## Historia
Diseñado por la firma de arquitectura de Antonio Citterio y Patricia Viel, el complejo fue desarrollado por COIMA. En julio de 2022, se anunció que la torre más alta sería arrendada a la firma de auditoría y consultoría KPMG, convirtiéndose en su nueva sede en Milán.

## Descripción
El complejo está compuesto por dos edificios, siendo el más alto de 106 metros y 24 pisos de altura. El cuerpo de esta torre consta de dos volúmenes principales de diferentes alturas, manteniendo su forma sin cambios a lo largo del desarrollo vertical. Estos volúmenes están dispuestos perpendicularmente a la Via Melchiorre Gioia.
El edificio contará con los primeros ascensores en Italia con dos cabinas independientes en el mismo hueco, lo que permitirá tiempos de espera mejorados y un uso más eficiente del espacio interior.